# باشماق (هشترود)
باشماق (هشترود)، روستایی از توابع بخش مرکزی شهرستان هشترود در استان آذربایجان شرقی ایران است.

## جمعیت
این روستا در دهستان کوهسار قرار دارد و براساس سرشماری مرکز آمار ایران در سال ۱۳۸۵، جمعیت آن ۲۸۶ نفر (۵۷خانوار) بوده‌است.